# امپاسیمنا
امپاسیمنا (به لاتین: Ampasimena) یک سکونتگاه مسکونی در ماداگاسکار است که در آنوسی (ماداگاسکار) واقع شده‌است.

## خصوصیات
امپاسیمنا ۲۰٬۰۰۰ نفر جمعیت دارد و ۳۱ متر بالاتر از سطح دریا واقع شده‌است.